# Das Nachtpfauenauge
Das Nachtpfauenauge ist der Titel einer 1911 entstandenen Erzählung Hermann Hesses über die Kindheitserinnerung Heinrich Mohrs an seinen ersten Diebstahl aus Faszination von einem Schmetterling.

## Inhalt
Rahmenhandlung  
Der Erzähler hat eine Liebhaberei aus seiner „Knabenzeit“, die Begeisterung für die Schmetterlingskunde, wiederbelebt und zeigt seinem Freund Heinrich Mohr das Gelbe Ordensband aus der neuen Sammlung. Doch der Gast reagiert zurückhaltend und erklärt dies mit einer traumatischen Kindheitserinnerung:
Neid
Mit ungefähr zehn Jahren jagt Heinrich, wie viele Jungen seines Alters, leidenschaftlich Schmetterlinge und sammelt seine Schätze, weil seine Eltern arm sind, in einfachen Kartons. Wenn er mit seinem Netz auf der Lauer nach einem schönen Falter ist, erfasst ihn immer mehr ein „gierige[s] Entzücken“. Als er eines Tages einen seltenen blauen Schillerfalter erbeutet, zeigt er seinen Fang stolz dem Nachbarjungen Emil, dem Sohn eines Lehrers, der den Ruf der „Tadellosigkeit“ hat, und den Heinrich mit „Neid und halber Bewunderung hasst[-]“. Der „Idealknabe“, der seine Sammlung sehr sorgsam verwaltet und sogar beschädigte Falterflügel zusammenleimt, begutachtet fachmännisch den Blauschiller, erkennt seine Seltenheit an, stellt aber Mängel an seinen Fühlern und Beinen fest. Die Freude Heinrichs ist damit verdorben
Schuld

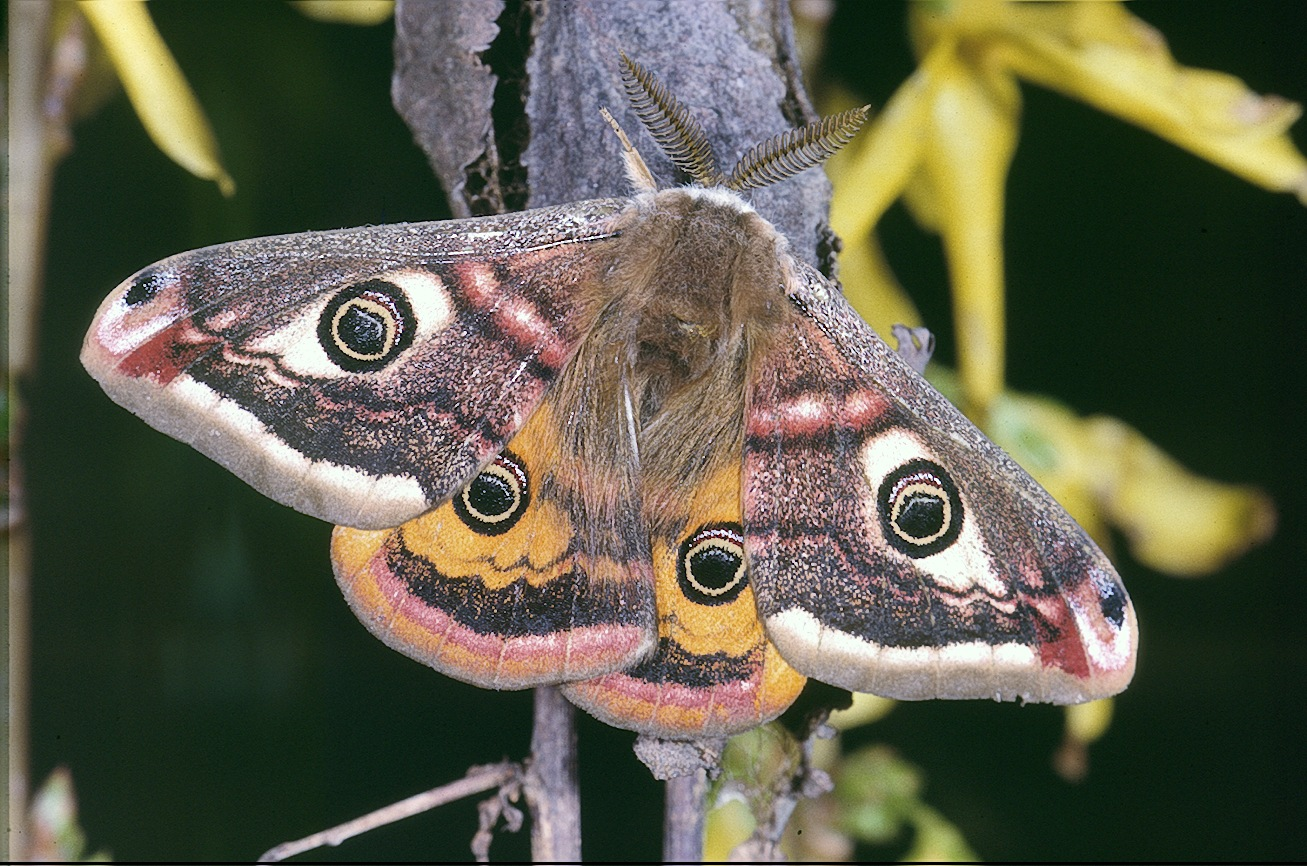
Kleines Nachtpfauenauge (Saturnia pavonia)

Zwei Jahre später spricht sich bei den Jungen die Neuigkeit herum, Emil habe ein Nachtpfauenauge gefangen, was bisher noch keinem gelungen ist. Trotz Neidgefühl entschließt sich Heinrich aus brennender Neugier, zum „Musterknaben“ zu gehen und den Schmetterling, den er bisher nur von Abbildungen her kennt, anzuschauen. Er steigt im Nachbarhaus in den dritten Stock hoch, wo der Lehrersohn ein kleines Stübchen bewohnt. Emil ist nicht da, und Heinrich entdeckt das Nachtpfauenauge aufgespannt auf einem Brett. Er fühlt „eine so unwiderstehliche Begierde nach dem Besitz des herrlichen Tieres, dass [er] unbedenklich den ersten Diebstahl seines Lebens be[geht]“. Dabei hat er „kein Gefühl als das einer ungeheuren Befriedigung.“ Beim Abstieg im Treppenhaus kommt ihm ein Dienstmädchen entgegen, und in dieser Sekunde wird „[s]ein Gewissen wach“. Er weiß plötzlich, dass er gestohlen hat und ein „gemeiner Kerl“ ist. Ihn überfällt „eine ganz schreckliche Angst vor der Entdeckung“, und er steckt instinktiv seinen Raub in die Jackentasche. „Mit einem kalten Gefühl von Verworfenheit und Schande […] mit klopfendem Herzen und schwitzender Stirn, fassungslos und von [sich] selbst erschrocken“, kehrt er um, zieht in Emils Kammer den beschädigten Falter aus der Tasche und legt ihn auf den Tisch. Beinahe noch mehr als das „Gefühl des Diebstahls“ peinigt ihn nun der „Anblick des schönen seltenen Tieres, das [er] zerstört hat[-].“ Er „hätte jeden Besitz und jede Freude gern hingegeben, um ihn wieder ganz zu wissen“.
Strafe
Traurig erzählt Heinrich seiner Mutter, was vorgefallen ist. Sie sagt ihm, sie könne ihm nur verzeihen, wenn er zu Emil gehe, sich bei ihm entschuldige und ihm als Ersatz einen seiner Schmetterlinge anbiete. Schweren Herzens führt er die Anordnung aus. Emil reagiert auf sein Geständnis mit der Bemerkung: „So so, also so einer bist du.“ In „verächtlicher Gerechtigkeit“ lehnt er einen Ersatz ab. Heinrich sieht zum ersten Mal in seinem Leben, dass man nichts wieder gut machen kann, was einmal verdorben ist. Er geht nach Hause und zerdrückt seine Schmetterlinge mit den Fingern „zu Staub und Fetzen.“

## Biographische Bezüge
Nach Zeller sind alle Werke Hesses „Fragmente eines großen Selbstporträts“. Michels ordnet die nach einer wahren Begebenheit verfasste „Nachtpfauen“-Erzählung in die Reihe von Hesses Erinnerungen ein, in denen er eigene und miterlebte Kindheitserlebnisse, in diesem Fall den ersten Diebstahl eines 10-Jährigen in einer „exakte[n] psychologische Studie[-] ohne nachträgliche Harmonisierung oder Verklärung“ verarbeitete. In der Nachtpfauengeschichte erzählt der Autor eine Kindheitserinnerung seines Freundes Heinrich Mohr an seinen ersten Diebstahl aus Faszination von einem Schmetterling. Das Gespräch findet im Haus des Erzählers, in dem er mit seiner Familie wohnt, mit Blick auf einen See statt. Als die Erzählung entstand, lebte Hesse mit seiner Frau Maria und drei Söhnen in ihrem Landhaus im badischen Dörfchen Gaienhofen am Bodensee. Die Familiensituation Heinrichs erinnert an die des Autors, wie er sie Emil Sinclair im Demian beschreiben lässt: „Zu dieser Welt gehörte milder Glanz, Klarheit und Sauberkeit […] in dieser Welt gab es gerade Linien und Wege, […] es gab Pflicht und Schuld, schlechtes Gewissen und Beichte, Verzeihung und gute Vorsätze. […] Zu dieser Welt musste man sich halten, damit das Leben klar und reinlich, schön und geordnet sei.“

## Hesses Kindheitserzählungen
Fiktive und biographisch verankerte Kindheitserinnerungen durchziehen Hesses Werk als selbständige Erzählungen oder Romanepisoden von Anfang an: Von „Aus Kinderzeiten“ (1903 entstanden) bis „Kaminfegerchen“ (1953 entstanden). Schwerpunkte der Schilderungen sind: Verfehlungen und Schuldgefühle („Nachtpfauenauge“ und „Kinderseele“, 1911 bzw. 1919 entstanden), Mobbing und Isolation („Die Verlobung“ und „Demian“, 1908 publiziert  bzw. 1917 entstanden), Freundschaft mit einem reiferen Schüler („Demian“), Druck des Schulsystems („Unterm Rad“ und „Unterbrochene Schulstunde“, 1906 veröffentlicht bzw. 1948 entstanden), Krankheit und Tod eines Freundes („Aus Kinderzeiten“), soziale Unterschiede und die zwei Welten der Lateinschüler und Volksschüler („Demian“, „Unterbrochene Schulstunde“, „Kinderseele“ und „Peter Camenzind“, 1904 publiziert), Auseinandersetzung  mit der mächtigen Vaterfigur („Kinderseele“), Versunkenheit in die eigene Erlebniswelt („Kaminfegerchen“).